# Етел Кејн
Хејден Сајлас Анхеденија (енгл. Hayden Silas Anhedönia; Талахаси, 24. март 1998), познатија под псеудонимом Етел Кејн (енгл. Ethel Cain), је америчка кантауторка, продуценткиња и манекенка. Музику је почела да издаје под разним псеудонимима, пре него што је објавила неколико ЕП-ова, укључујући Inbred (2021).
Анхеденија издаје свој дебитантски студијски албум Preacher's Daughter (2022), који је остварио велики критички успех и постао култни класик. Након што је 2025. за њега издала грамофонске плоче, албум је дебитовао на десетом месту америчке Billboard 200 листе, чиме је Анхеденија постала прва трансродна певачица чији се албум нашао међу првих десет. Потом издаје самостални пројекат Perverts (2025), у ком експериментише са дроун музиком. Касније те године издаје свој други студијски албум Willoughby Tucker, I'll Always Love You (2025), који представља текстуални преднаставак њеног дебитантског албума.

## Живот и каријера
Рођена је у Талахасију, а одраста у Перију. Најстарија је од четворо деце и одрасла је у Јужно баптистичкој породици. Њен отац је био ђакон и од малена је певала у црквеном хору. Са осам година креће да свира класични клавир. Образована је код куће.
Креће да се бави музиком 2017. ескпериментишући у својој соби. У 2019. години преузима псеудоним Етел Кејн и издаје свој први ЕП Carpet Bed 13. септембра. Неколико месеци касније, 1. децембра, издаје свој други ЕП Golden Age. У 2021. години Анхеденија издаје свој дебитантски сингл Michelle Pfeiffer. Потом издаје други сингл Crush 18. марта.
Велики успех достиже 2022. након што издаје песму Gibson Girl и најављује свој дебитантски албум Preacher's Daughter, који издаје 12. маја 2022. Албум доживљава велики критички успех, а многи критичари га називају једним од најбољих албума те године. За албум издаје још два сингла: Strangers и American Teenager. У априлу 2023. наступа на музичком фетивалу Coachella. Нашла се на Форбсовој листи "30 испод 30" за 2024. годину, у категорији музичара. Издаје свој други студијски албум Willoughby Tucker, I'll Always Love You 8. августа 2025. уз два сингла: Nettles и Fuck Me Eyes.

## Приватни живот
Анхеденија је трансродна жена и бисексуалка. Често прожима анти-ратне мотиве кроз своју музику, критикује америчку власт и стоји уз народ Палестине.

## Дискографија
- Preacher's Daughter (2022)
- Perverts (2025)
- Willoughby Tucker, I'll Always Love You (2025)